# Hylaeus stilbaspis
Hylaeus stilbaspis är en biart som först beskrevs av Joseph Vachal 1901.  Hylaeus stilbaspis ingår i släktet citronbin, och familjen korttungebin. Inga underarter finns listade i Catalogue of Life.